# 1996 في تونس
فيما يلي قوائم الأحداث التي وقعت خلال عام 1996 في تونس.

## سياسة

### تعيين في المنصب
- 12 نوفمبر – المنجي بوسنينة سفير تونس في فرنسا.

### انتهاء فترة المنصب
- 5 أغسطس – صالح البكاري وزير الثقافة.

## رياضة
- 1 يناير – تونس في الألعاب الأولمبية الصيفية 1996
- 1 يناير – تونس في الألعاب البارالمبية الصيفية 1996

## أفلام
من الأفلام التي صدرت هذه السنة في تونس:
- 1 يناير – صيف حلق الوادي من إخراج فريد بوغدير.

## مواليد

### مارس
- 24 مارس – أسامة الوسلاتي لاعب تايكوندو تونسي.

### أبريل
- 7 أبريل – عاطف المولدي لاعب كرة قدم تونسي.

### نوفمبر
- 28 نوفمبر – نيكولا بيليك لاعب كرة يد نمساوي.